# Xenomorellia
Xenomorellia este un gen de muște din familia Muscidae.

Cladograma conform Catalogue of Life:
| Xenomorellia | \| \| Xenomorellia holti \| \| \| \| \| \| Xenomorellia montanhesa \| \| \| \| |
|              | \| \| Xenomorellia holti \| \| \| \| \| \| Xenomorellia montanhesa \| \| \| \| |
|              | Xenomorellia holti                                                             |
|              |                                                                                |
|              | Xenomorellia montanhesa                                                        |
|              |                                                                                |